# Pedicularis elongata
Pedicularis elongata är en snyltrotsväxtart som beskrevs av A. Kerner. Pedicularis elongata ingår i släktet spiror, och familjen snyltrotsväxter. Inga underarter finns listade i Catalogue of Life.

## Bildgalleri

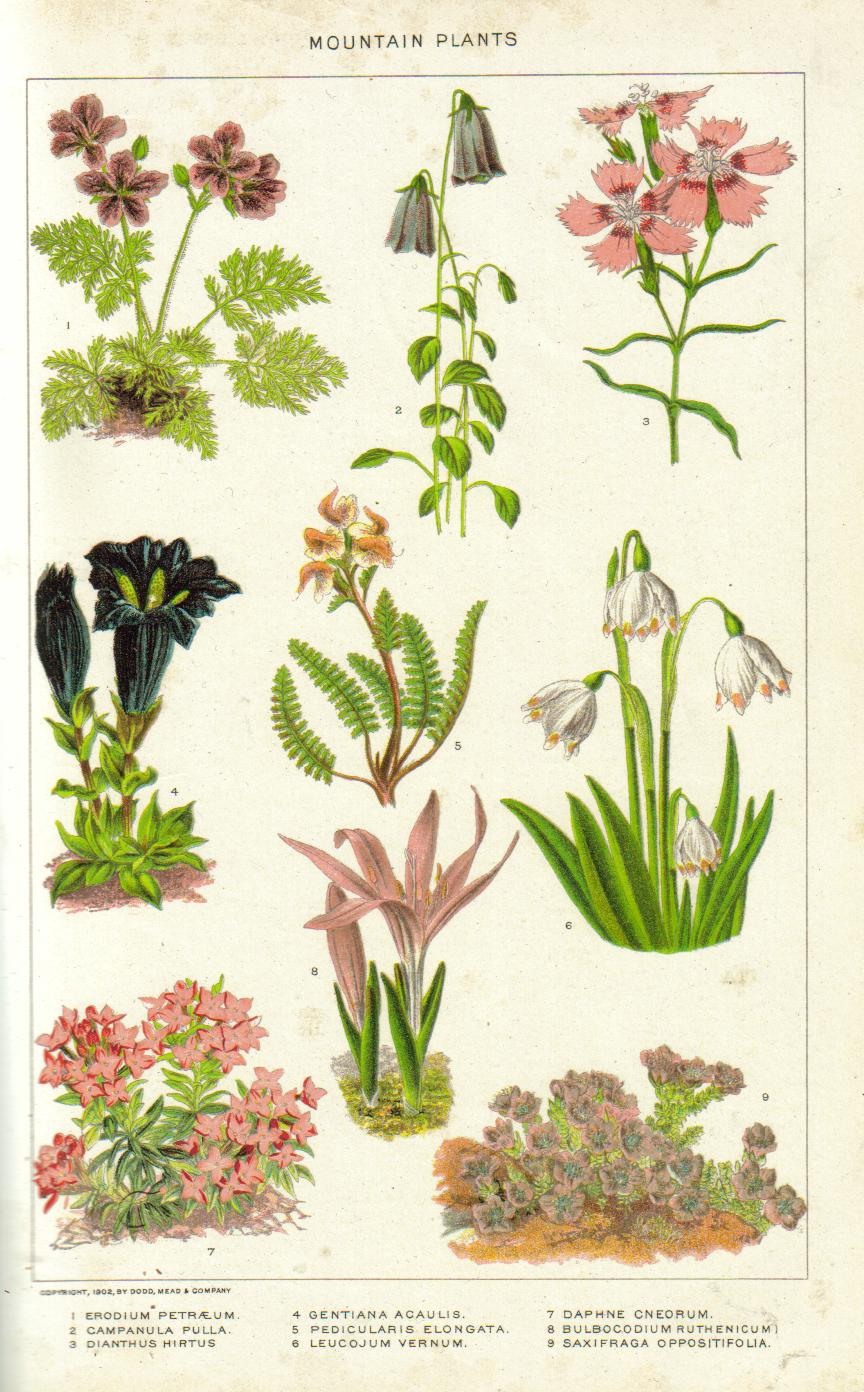
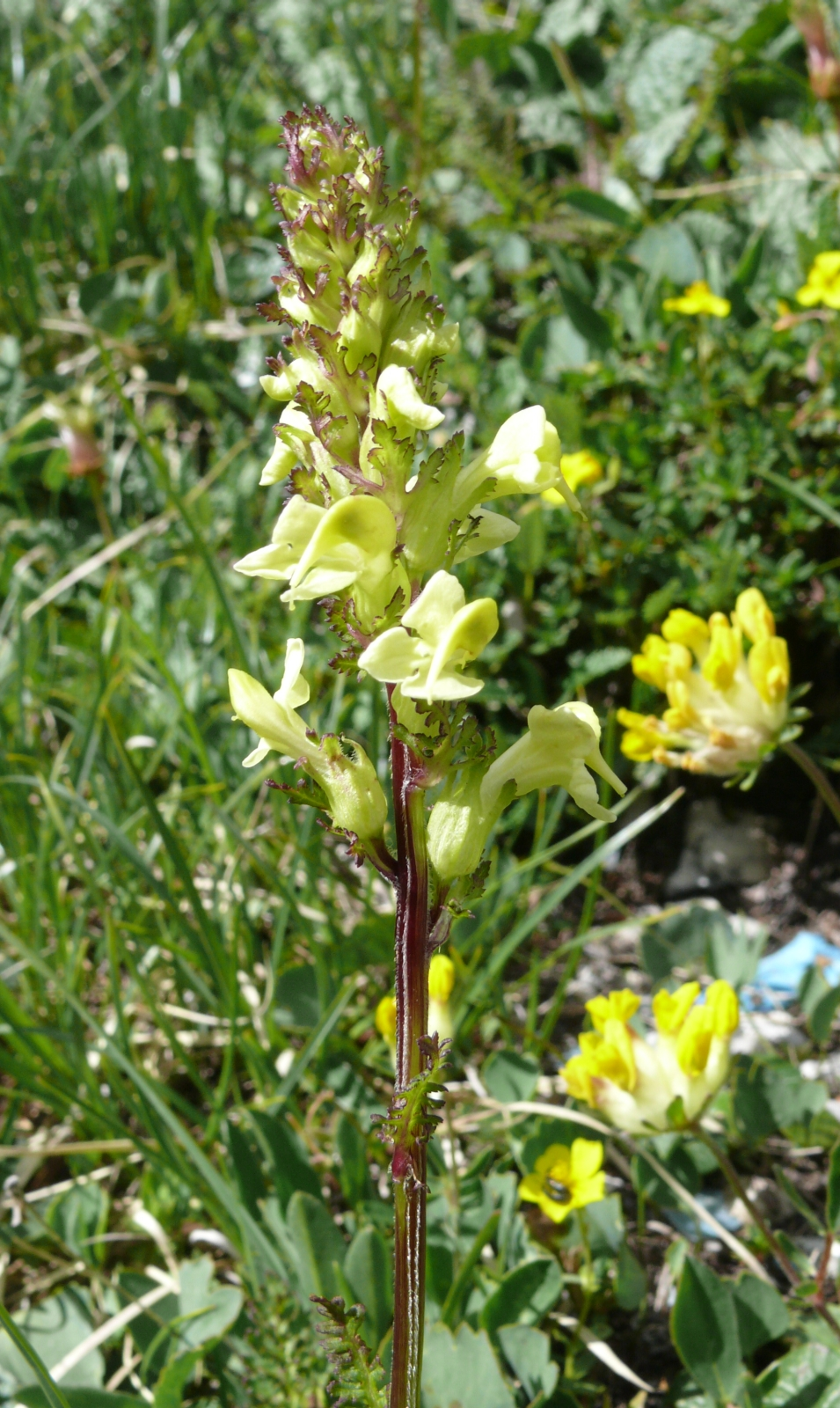